# 小西はる
小西 はる（こにし はる、2000年10月16日 - ）は、日本の女優、タレント、モデル。
大阪府出身。
家族構成は父母と妹1人。

## 来歴
中学生の時から芸能に興味を抱き、当初は女優に特に興味はなく“CMに出たい”思いから、オーディションを経て現在の事務所に所属した。
2018年に兵庫県の東播磨県民局が制作した神戸、姫路、東播磨をそれぞれ架空の女性アイドルグループ「HYOGO」のメンバーに見立てたPR動画で、センターながらも地味で目立たない「東播磨ちゃん」役を演じた。3月26日から配信する、明石市長の泉房穂が「明石を自虐ネタの対象にするのはおかしい。明石は、加古川市や高砂市とは違う」と猛烈に抗議し、4月20日に配信が停止されたが、明石市の批判内容が東播磨の近隣自治体から猛烈に批判され、5月2日から配信が再開された。
上記騒動で耳目を集めた直後のインタビューで「朝ドラヒロインが目標」と語った。2020年度下半期のNHK連続テレビ小説『おちょやん』に朝比奈灯子役で出演した。

## 出演

### テレビドラマ
- 大河ドラマ いだてん〜東京オリムピック噺〜（2019年6月2日、NHK）女生徒 役
- G線上のあなたと私（2019年10月15日 - 12月17日、TBS） - 清水結愛 役
- U-NEXT presents「あと3回、君に会える」（2020年3月31日、関西テレビ・フジテレビ）
- 痛快TVスカッとジャパン（2021年1月11日、フジテレビ）
- 今野敏サスペンス 警視庁強行犯係 樋口顕 第1話（2021年1月15日、テレビ東京） - 女性 役
- 出会い系サイトで70人と実際に会ってその人に合いそうな本をすすめまくった1年のこと（2021年3月26日 - 5月28日、WOWOW） - 後藤 役
- 連続テレビ小説 おちょやん（2021年4月14日 - 5月17日、NHK） - 朝比奈灯子 役
- ボクの殺意が恋をした（2021年7月4日 - 9月12日、日本テレビ） - 皆川真希 役[4]

### WEBドラマ
- こんな未来は聞いてない!!（2018年9月29日、フジテレビ・フジテレビオンデマンド）
- Yahoo!映像トピックスオリジナル番組・お部屋コメディー「女子高生と武将」（全3話）※はる役 2018年4月18日 -

### 舞台
- 少女劇団いとをかし 第5回公演『46がくれた君のこえ～夏～』（2016年9月3日・4日、川崎市アートセンター アルテリオ小劇場）
- 少女劇団いとをかし 第6回公演『ブのカツのハナシ』（2017年2月4日・5日、川崎市アートセンター アルテリオ小劇）
- 「清らかな水のように～私たちの1945～」（2017年7月26日 - 30日、劇場HOPE（中野ポケットスクエア））
- 少女劇団いとをかし 第8回公演『ど・ヤンキーmeetsザ・ギャル』（2018年2月10日 - 12日、川崎市アートセンター アルテリオ小劇場）
- 「エグ女」（2018年2月27日 - 3月4日、CBGKシブゲキ!!）
- 少女劇団いとをかし 第9回公演『夢の中の恋人と、いちごの関係？』（2018年8月18日・19日、川崎市アートセンター アルテリオ小劇場）
- 劇団K助 第20回公演 「体育教師たちの憂鬱」（2018年12月18日 - 12月23日、ウッディシアター中目黒）
- 少女劇団いとをかし 第10回公演『LOOK UP！』（2019年2月9日 - 11日、ラゾーナ川崎プラザソル）
- 「エグ女2019」（2019年2月26日 - 3月3日、CBGKシブゲキ!!）
- 「PINK」（2019年3月30日 - 4月5日、CBGKシブゲキ!!）
- たやのりょう一座第6回公演 怪盗⭐︎ドラゴンカンパニーVol.１「イサヤ島の王女と神の右腕」(2020年10月15日 - 18日、CBGKシブゲキ!）
- 「ドブ恋」（2020年11月13日、14日、オンライン配信）

### その他
- さくらしめじ「きみでした Acoustic Version」 PV
- ガチャピンちゃんねる【公式】
- NTTドコモ「カンナとミナミのアルバム」 ドコモWebムービー
- 兵庫県東播磨 観光促進PRムービー（兵庫県東播磨県民局）
- NHK神戸放送局「Live Love ひょうご」“暮らして愛して兵庫県” 東播磨役
- Osaka Metro 「Osaka DARK Metro」2019年10月9日 -
- 岡山理科大学獣医学部
- パナソニック　デジタルカメラ「LUMIX」（カタログ/チラシ/WEB）2017年4月 - 2019年
- 三井不動産レジデンシャル株式会社 「パークシティ武蔵小杉 THE 　GARDEN TOWOR WEST」 2016年4月 -
- 「JR西日本デイリーサービスネット」インナー用再現VTR 2016年4月 -
- 英真学園高等学校 学校案内パンフレット 2016年5月 -
- 二松学舎大学附属高等学校 学校案内パンフレット 2016年5月下旬 -
- 進研ゼミ 高1MyVision 4月広告 2016年3月 -